# Fishin' for Woos
Fishin' for Woos är ett studioalbum från 2011 av det amerikanska poppunkbandet Bowling for Soup släppt på Que-so Records/Brando Records. Albumet är deras elfte i ordningen.

## Låstlista
| Nr           | Titel                                                 | Kompositör                           | Längd |
| ------------ | ----------------------------------------------------- | ------------------------------------ | ----- |
| 1.           | Let's Pretend We're Not in Love                       | Jaret Reddick                        | 3:08  |
| 2.           | Girls in America                                      | Reddick, Zac Maloy, Tommy Henrickson | 3:08  |
| 3.           | S-S-S-Saturday                                        | Reddick, Linus of Hollywood          | 3:05  |
| 4.           | What About Us                                         | Reddick                              | 3:58  |
| 5.           | Here's Your Freakin' Song                             | Reddick, Linus of Hollywood          | 3:55  |
| 6.           | This Ain't My Day                                     | Reddick                              | 3:11  |
| 7.           | Smiley Face (It's All Good)                           | Reddick                              | 3:02  |
| 8.           | Turbulence (feat. Gabriel Mann)                       | Reddick, Linus of Hollywood          | 3:58  |
| 9.           | I've Never Done Anything Like This (feat. Kay Hanley) | Reddick, Linus of Hollywood          | 3:15  |
| 10.          | Friends Chicks Guitars                                | Reddick                              | 3:42  |
| 11.          | Guard My Heart (2010)                                 | Erik Chandler, Reddick               | 3:59  |
| 12.          | Graduation Trip                                       | Reddick                              | 3:56  |
| Total längd: | Total längd:                                          | Total längd:                         | 42:17 |